# Saint-Nectaire (queso)

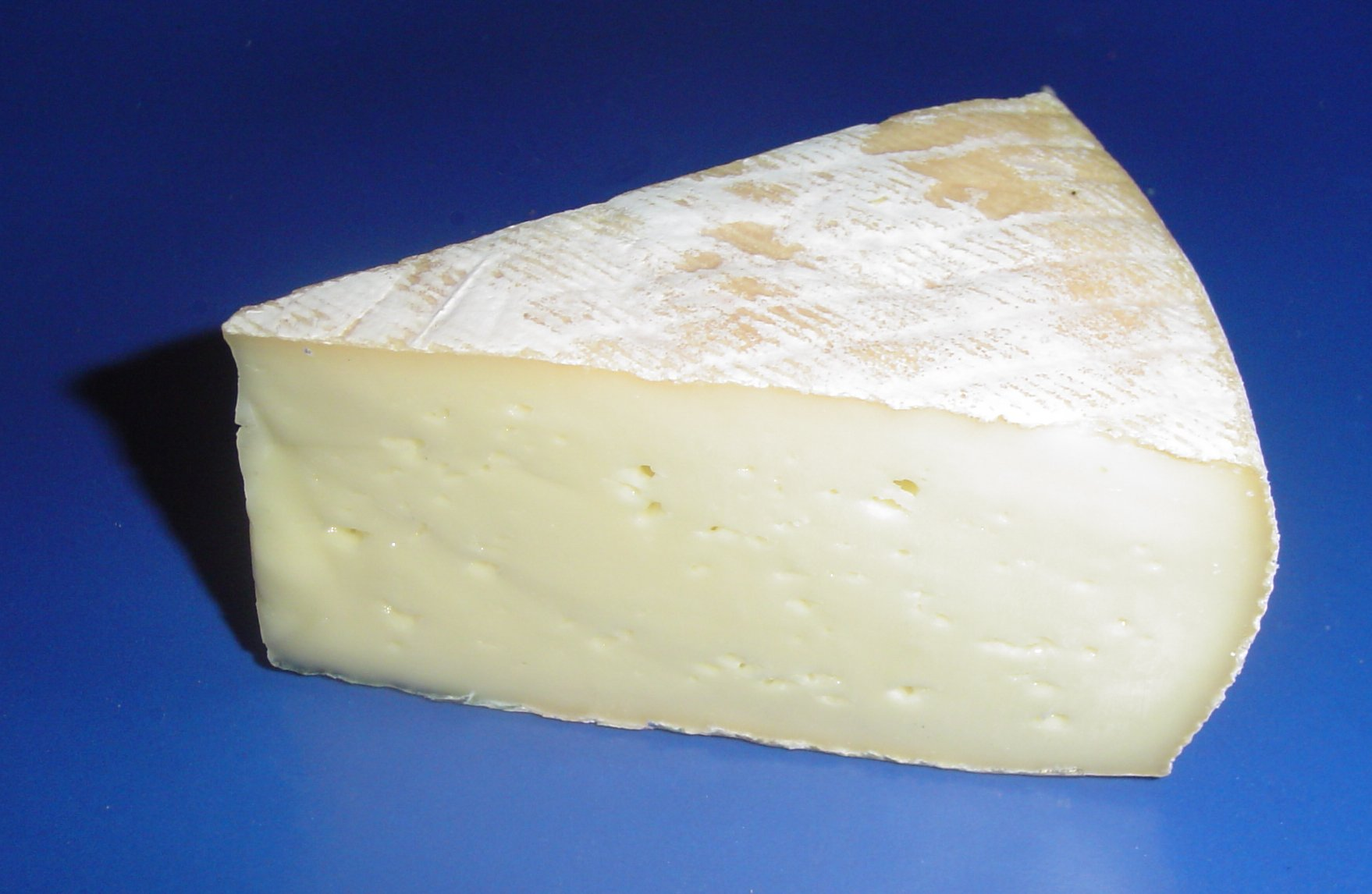
Saint-nectaire.

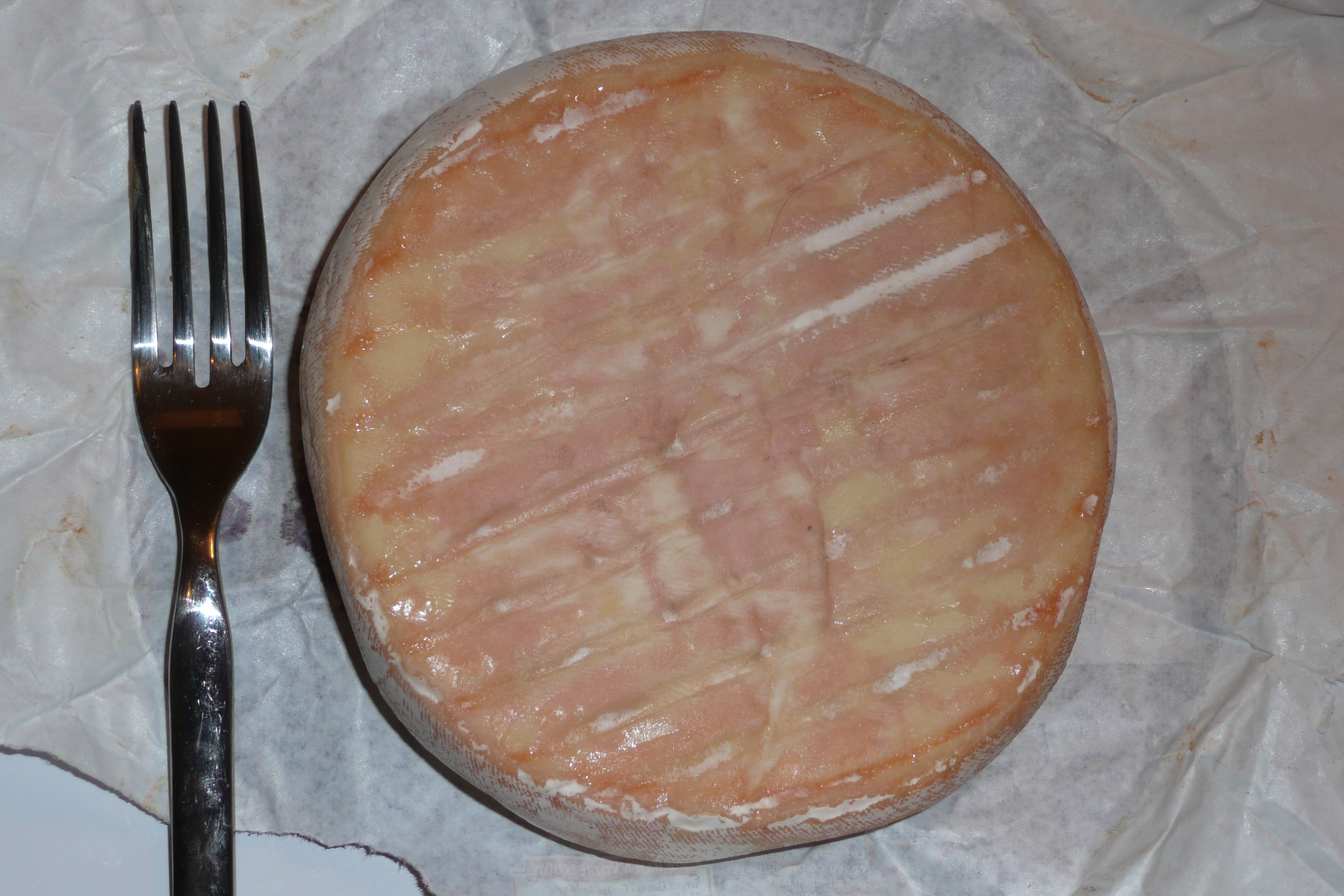
Queso entero Saint-Nectaire con un tenedor para notar el tamaño.

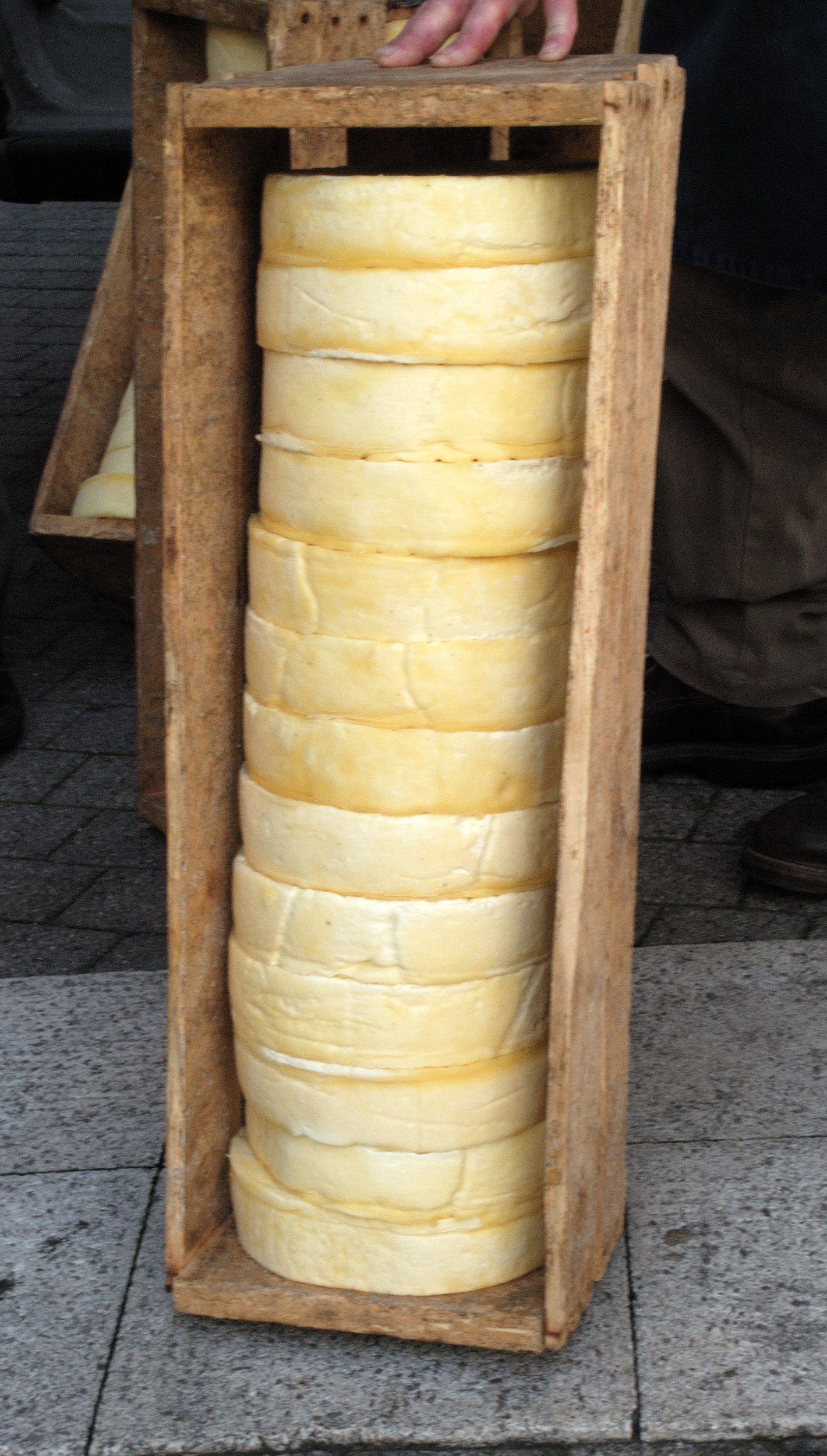
Caja con quesos de Saint-Nectaire listos para el proceso de maduración.

El saint-nectaire es un queso francés de la región de los montes Dore de Auvernia, con denominación AOC desde 1955. Su nombre le fue dado en honor al mariscal de Francia Henri, duque de la Ferté-Senneterre (1600-1681) que presentó este queso en la mesa del rey Luis XIV.

## Descripción
Es un queso de leche de vaca procedente de la raza Salers, de pasta prensada cruda, de un peso aproximado de 1,7 kg. en forma de disco plano. Su corteza (costra) natural está salpicada de manchas blancas, amarillas o rojas según sea su estado de madurez.

## Degustación
Su período de degustación óptimo va desde mayo a octubre tras un afinado de 8 a 10 semanas, aunque puede consumirse desde marzo hasta diciembre. Tiene un característico sabor a avellana y un ligero olor a champiñón, debido a la flora aromática de los pastos del Mont-Dore, del país de Cézallier y de Artense.

## Fabricación
La leche procede de un territorio limitado a 72 municipios pertenecientes a los departamentos del Puy-de-Dôme y de Cantal.
El saint-nectaire de granja se fabrica dos veces al día, después de cada ordeño, obligatoriamente la leche tiene que estar cruda y entera. La cuajada, envuelta en un paño de lino se amasa y prensa, la pasta se marca con una placa de caseína que permite identificar el producto. El queso se afina en la misma granja o se vende a un refinador.
La duración del afinado del saint-nectaire oscila de las tres a las seis semanas.
Producción del saint-nectaire en granjas: 6.007 toneladas producidas por 255 granjeros y 24 refinadores.
Producción del saint-nectaire en las centrales: 7.362 fabricadas por 670 productores de leche en 6 transformadores.

## Maridaje
El Saint-Nectaire combina bien con un Pommerol o un Borgoña tinto.

## Denominación de origen
A nivel nacional, en Francia, el Saint-Nectaire es reconocido como appellation d'origine contrôlée (AOC) desde 1955, luego confirmado por un decreto de 1979. Desde 1996, es una denominación de origen protegida (PDO) ante la Unión Europea. A nivel internacional, cuenta con registro como denominación de origen, conforme al Sistema de Lisboa, ante la Organización Mundial de la Propiedad Intelectual, desde el 20 de diciembre de 1967.